# Venasca
Venasca är en ort och kommun i provinsen Cuneo i regionen Piemonte i Italien. Kommunen hade 1 388 invånare (2018).